# Pfarrkirche Riefensberg

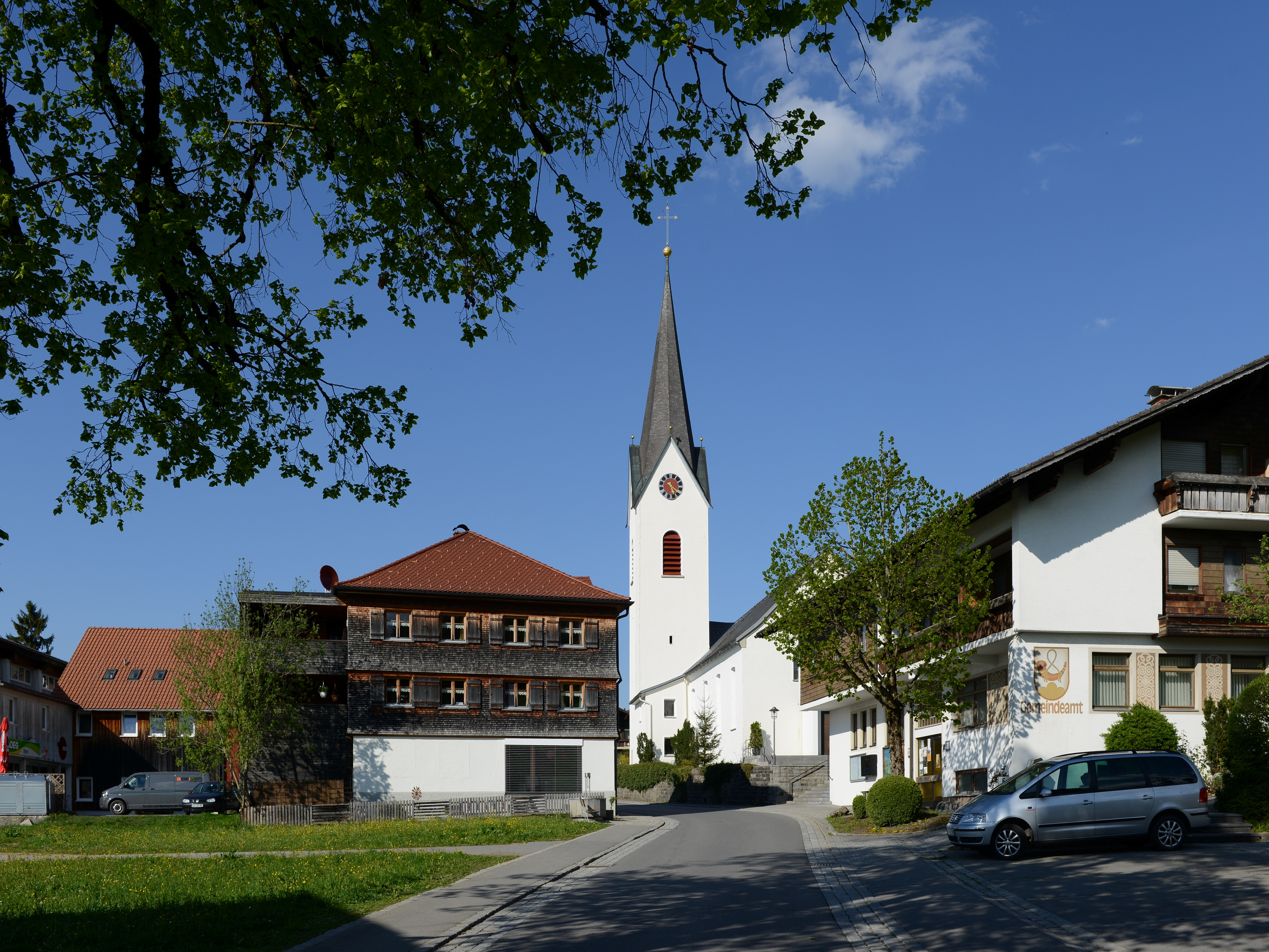
Pfarrkirche Riefensberg

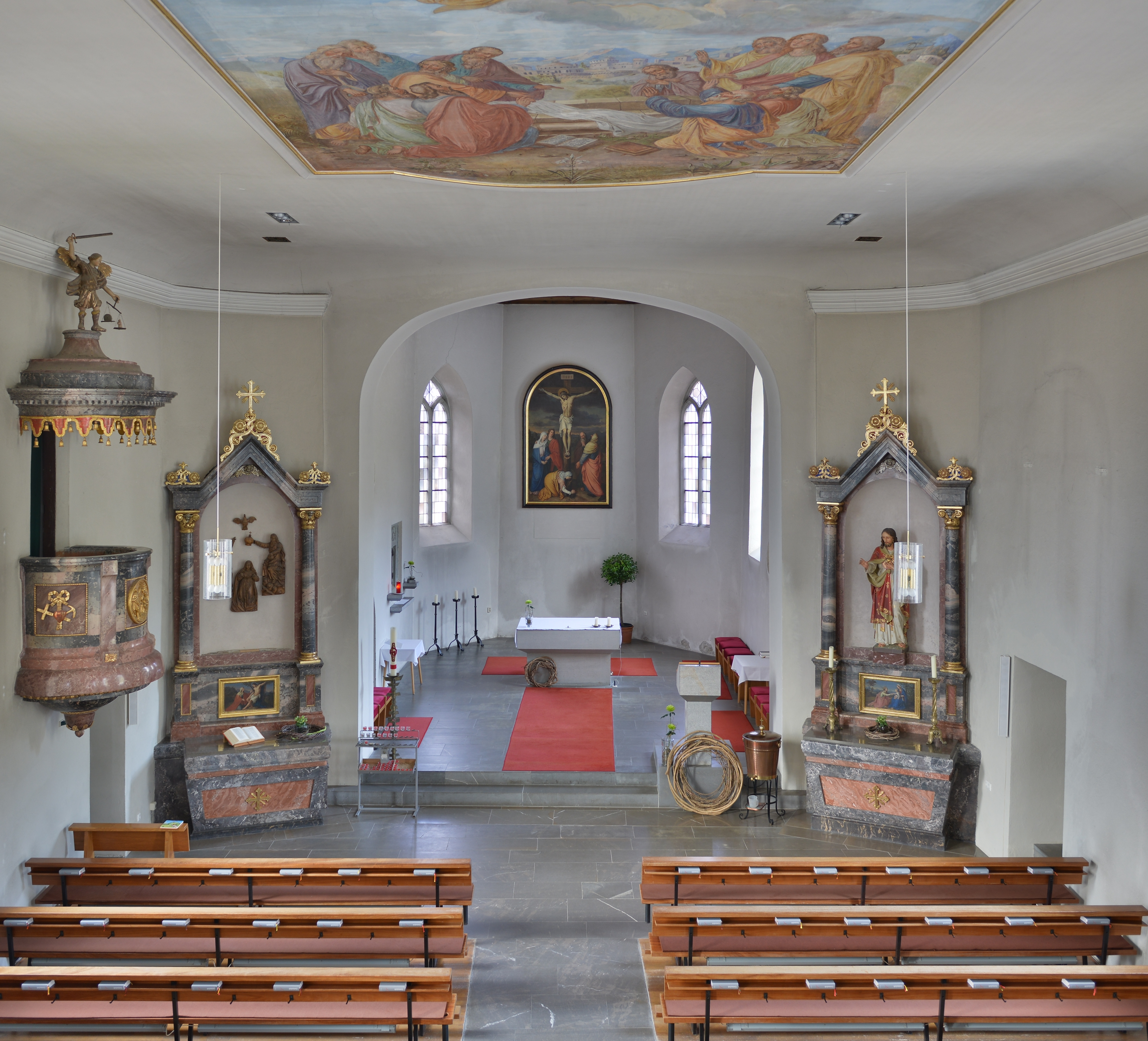
Hochaltar

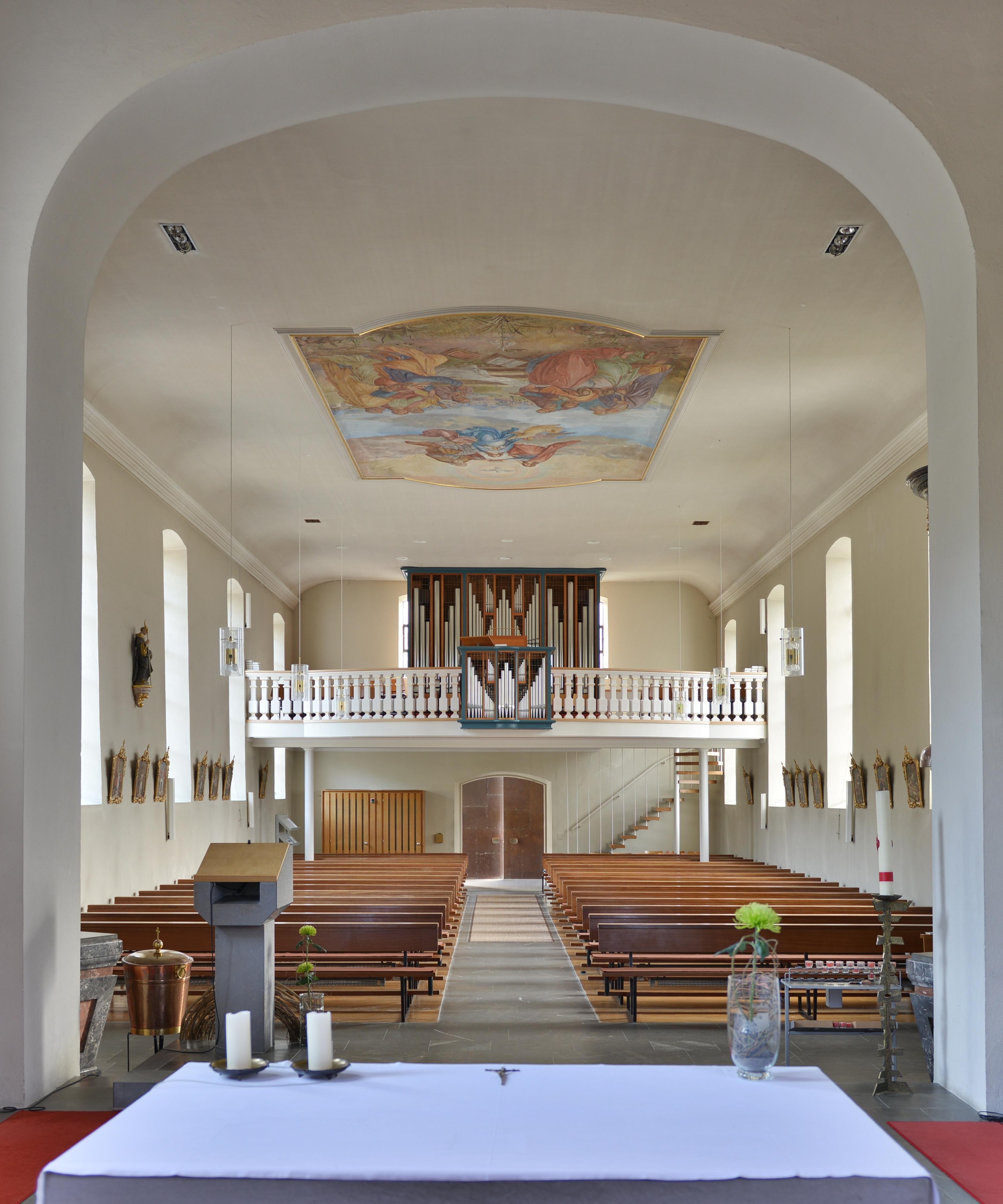
Empore

Die römisch-katholische Pfarrkirche Riefensberg steht leicht erhöht im Ortskern der Bregenzerwälder Gemeinde Riefensberg im Bezirk Bregenz in Vorarlberg. Sie ist dem heiligen Leonhard geweiht und gehört zum Dekanat Vorderwald-Kleinwalsertal. Die Kirche steht unter Denkmalschutz.

## Geschichte
1249 wurde erstmals eine Kapelle in Riefensberg urkundlich erwähnt. 1426 wurde ein neuer Kirchenbau errichtet und zur Pfarrkirche erhoben. Im 17. Jahrhundert erfolgte ein Umbau. Das Langhaus wurde in den Jahren 1818 bis 1821 erweitert und 1826 neu geweiht. Zwischen 1969 und 1971 wurde die Kirche renoviert.

## Kirchenbau

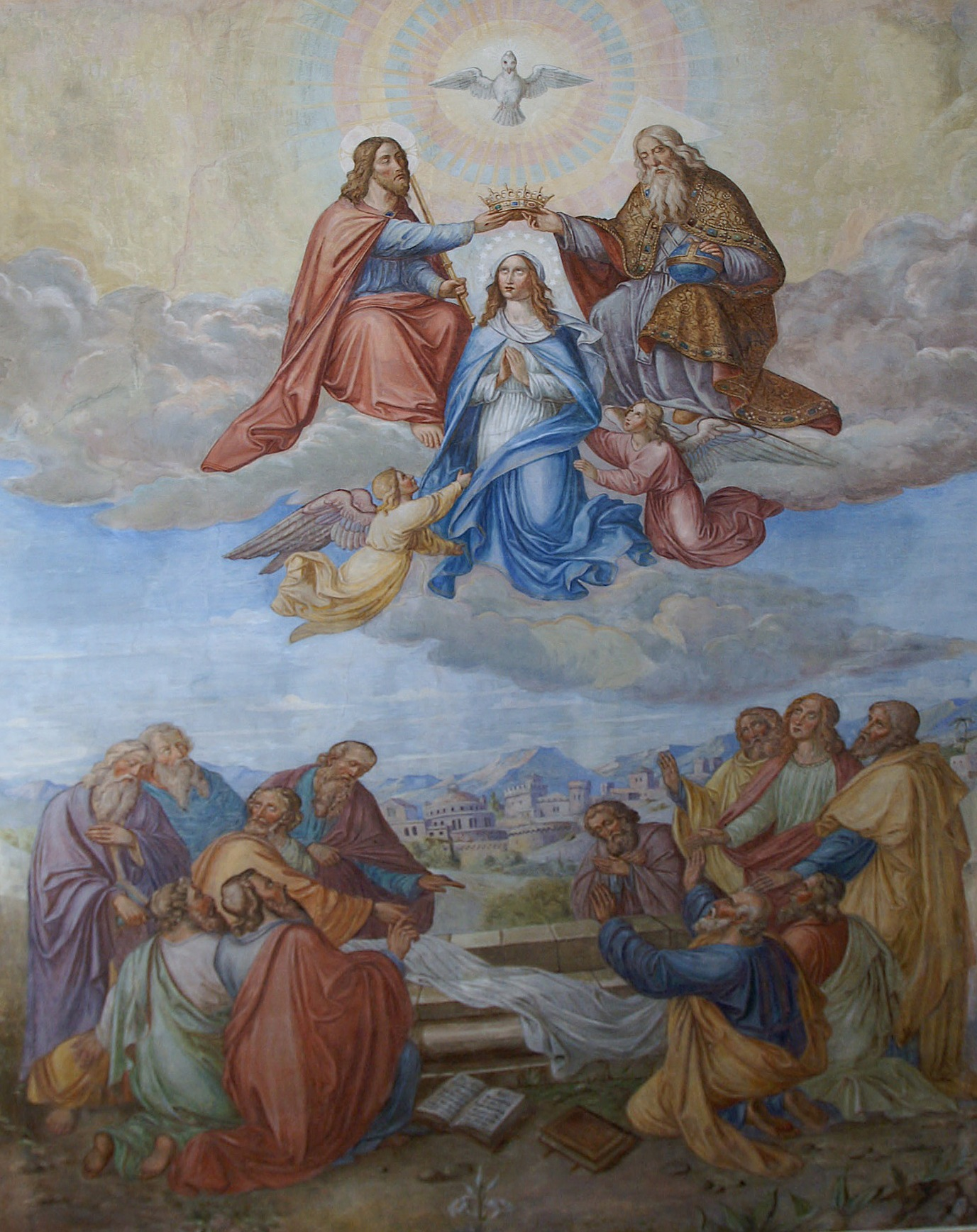
Deckengemälde „Mariä Himmelfahrt“ von Georg Lacher

Die Langhausseiten des Saalbaus sind vierachsig mit Stichbogenfenstern. Der eingezogene Chor hat einen polygonalen Schluss. Die östlichen Fenster sind zweibahnig mit Fischblasenmaßwerk. Die übrigen Fenster wurden 1969 zu Spitzbogenfenstern verändert. Der mächtige Turm steht im nördlichen Chorwinkel. Die unteren Geschoße sind gotisch, 1863 wurde er erhöht. Er hat rundbogige Schallfenster und einen Giebelspitzhelm. Die Sakristei schließt westlich an den Turm an. Der Westfassade wurde 1970 eine kleine Vorhalle vorgebaut.
Der Kirchenraum ist ein großer Saal mit einer Flachdecke mit einer Hohlkehle und Stuckgesimsen. Die Ecken zur Triumphbogenwand sind gerundet. Der Triumphbogen ist ein Korbbogen. Der zweijochige Chor hat einen 3/8-Schluss. Nordseitig ist eine Spitzbogenöffnung, im schräg zur Chorwand stehenden Turm ein Rundbogenportal mit Rundstab. Die spätgotische Sakramentsnische wird von einem Steingewände mit flachem Blendmaßwerk gerahmt.
1969 wurden an den Chorwänden Freskenreste aus dem 16. Jahrhundert freigelegt. An der nördlichen Chorwand im westlichen Joch befindet sich ein Wappen mit der Inschrift „Inschr.... Rivensperg, 16..“ und an der Südwand Apostelkreuze. Im Langhaus ist ein stuckgerahmtes Deckenbild mit „Mariä Aufnahme in den Himmel“ von Georg Lacher aus dem Jahr 1843.

## Ausstattung
Der Volksaltar ist schlicht gehalten.
Rechter und linker Seitenaltar mit Stuckmarmoraufbauten entstanden um 1840. Sie bilden den Rahmen: rechts für eine barocke Skulpturengruppe aus dem frühen 17. Jahrhundert, die „Krönung Mariens“ darstellend. Das Sockelbild von 1840 stellt den heiligen Sebastian dar,
am linken Seitenaltar ist ein Bild „Mariä Himmelfahrt“.
Auf der linken Seite ist eine Kanzel aus dem 19. Jahrhundert. Am Korb befindet sich ein Relief, das die „Predigt Johannes des Täufers“ zeigt. Am Schalldeckel ist eine Figur des heiligen Michael aus dem 17. Jahrhundert. An der Südwand des Langhauses hängt ein Leinwandbild von 1840, das die „Kreuzigung Christi“ darstellt. Die Kreuzwegbilder wurden Mitte des 18. Jahrhunderts geschaffen. Im Chor steht ein Vortragekreuz mit Medaillons, Kruzifix und getriebenen Beschlägen, die teilweise aus dem 17. Jahrhundert stammen. Es wurde um 1970 unter Verwendung alter Teile neu zusammengesetzt. Das Lesepult von 1970 stammt von Robert Ritter.
Die Orgel schuf Anton Behmann 1906.